# ガッツナイター最前線
ガッツナイター最前線（ガッツナイターさいぜんせん）は、東海ラジオ放送でナイターシーズン中に放送されていた番組。

## 概要・略歴
- 2007年度までは試合前の直前情報・解説者から今日の聴きどころ・試合がない日や月曜日には、選手のインタビューを放送したり、スポーツニュースを届けていた。また、デーゲーム中継終了後の放送となった場合は、デーゲームの分析や監督コメントが放送される。
  - 2007年度の月曜日（交流戦などの一部変則日程期間中は、移動日などの試合がない日）のコーナーとして、週替わり登場する解説者が選んだ「この1週間で選んだ週間MVP選手」と「この１週間でもっと頑張ってほしい選手」をそれぞれ1人ずつ発表・（稀に2～3人の選手が選ばれることがある。特に「もっと頑張ってほしい選手」でその傾向がある）選考理由を述べるコーナーがあった。
  - 2007年度は不定期で、ドラゴンズ戦のみ、中継を担当する解説者とパーソナリティーが、マイクを通じて試合の見どころや聴きどころを伝えている。
- 2006年度は、ナゴヤドーム開催時などの場合には、球場の放送ブースより、解説者を交えて届けていた。
- 2006年度は、ビジターゲームの場合やドラゴンズの試合でない場合、試合の聴きどころなどを伝える、「今日の聴きどころ（通称）」（ナイターゲーム中継制作局が制作したもの）を放送した。
- デーゲーム中継「ガッツナイタースペシャル」が延長される場合でも、所定時間にタイトルコールとスポンサーのCMが流されるが、番組自体はデーゲーム中継がそのまま継続される。
- 2009年度の月曜日は17時台の前半部分は、スタッフが選ぶ1週間の3人のMVP候補を実況音声とともに発表し、18時までにFAX・メールで送る企画を行っている。18時台は実況音声を巧に編集した音声を使うクイズや、ドラゴンズあーだこーだなどガッツだ!ドラゴンズで行われていた企画を行う。
- 2010年はシーズン中の土日デーゲーム中継が「東海ラジオ ガッツナイタースペシャル」（14:00～17:00）としてレギュラー編成されることとなった事なども影響して、当番組も2009年まではデーゲームの延長により放送休止（スポンサーのCMは「ガッツナイター最前線」枠としてそのまま放送）があったが、2010年はデーゲーム終了後の放送が行われている。またガッツナイター/ガッツナイタースペシャルで2009年まで行われていた「ベースボールデスク制度」（スポーツアナの本社スタジオ担当。詳細はガッツナイターのページに記載）が廃止になったことから、野球中継（ガッツナイター/ガッツナイタースペシャル/ドラゴンズスペシャル）で「ドラゴンズがビジターで試合を行う場合/ドラゴンズの試合が行われない場合」、ベースボールデスク枠でドラゴンズ2軍情報が伝えられる（試合がある場合は、中継内で実況アナが伝えている）。
- 2012年は前年度のナイターオフ番組『チア・スポ〜Cheer Sport〜』を月曜に限り通年番組として存続させるため、月曜日の本番組は中日戦ナイター開催時は通常どおり、ナイターがない場合は『チア・スポ〜Cheer Sport〜』内包扱いとなる。また、土・日の放送も行わないことになった。
- 2014年・2015年は『チア・スポ』が編成されないため、月曜日の単独定時放送を再開。また中日戦ナイターの開催がない場合は放送時間を拡大し、サッカー情報なども扱うなど『チア・スポ』の代替としての役割を担う。
- 2016年からは月曜日に『ドラヂカラ!!』が編成された為、月曜日は『ドラヂカラ』に内包する形となり、サッカー情報等は『ドラヂカラ』のコーナーとして放送する。
- 2019年シーズンより『大澤広樹のドラゴンズステーション』が開始されたことに伴い、2018年シーズン限りで終了。2019年シーズンは『 - ドラゴンズステーション』内のコーナー「ガッツナイターカウントダウン」が代替となる。

## 放送時間
2006年・2007年
- 月曜日のみ：17時45分～18時
- 火曜日〜日曜日：17時45分～17時57分

2008年・2009年
- 月曜日のみ：17時45分～18時20分
- 火曜日〜日曜日：17時45分～17時57分

2010年
- 月曜日・土曜日・日曜日：17時45分～18時

土曜・日曜に関しては、デーゲーム中継のある場合には終了後に放送が行われ、ナイター中継のある場合は試合開始に合わせて適宜設定。
- 火曜日〜金曜日：17時45分～17時57分

2011年
- 月曜日のみ：17時45分～18時30分
- 火曜日〜金曜日：17時45分～17時57分
- 土曜日・日曜日：17時45分～18時

土曜・日曜に関しては、デーゲーム中継のある場合には終了後に放送が行われ、ナイター中継のある場合は試合開始に合わせて適宜設定。
2012年・2013年
- 火曜日〜金曜日：17時45分～17時57分

月曜は中日戦ナイター開催時に限り上記時間で放送。開催がない場合は『チア・スポ』のコーナーとして放送。
2014年
- 月曜日のみ：17時45分～18時35分
- 火曜日〜金曜日：17時45分～17時57分

2015年
- 月曜日のみ：17時45分～19時00分
- 火曜日〜金曜日：17時45分～17時57分

2016 - 2018年
- 月曜日のみ：17時50分～17時57分(『ドラヂカラ!!』内のコーナーとして放送。月曜日にナイターが編成される場合は火曜日～金曜日と同様)
- 火曜日〜金曜日：17時45分～17時57分

## パーソナリティー
- 火曜日〜金曜日（およびナイターのある月曜日）－中日主催試合開催時は実況アナウンサーが兼務。それ以外の場合は東海ラジオのスポーツアナウンサー1名
- ナイターのない月曜日（2014年・2015年度）－東海ラジオスポーツアナウンサー（週替り）、前野沙織、東海ラジオプロ野球解説者（週替り）
  - 大澤広樹アナウンサーによるサッカーコーナーを内包（本編の担当が大澤アナの場合は生放送かつ東海ラジオサッカー解説者の城山喜代次がスタジオ登場するが、それ以外の場合は録音。城山も試合後のスタジアムでの別撮り録音での出演になる）

## その他
- 東海ラジオのプロ野球解説者は他の在名放送局（CBCを除いて。現在は在名テレビ局のみ）の解説者を兼任している人が多い。
そのため、週末に東海ラジオ以外でドラゴンズ戦の中継解説を担当し、そのままガッツナイター最前線の月曜日では、東海ラジオ以外でドラゴンズ戦の解説を担当していた人が登場し、試合を振り返り分析することがある。
なお、交流戦などの一部変則日程で、月曜日にナイター中継となることがあり、その場合、試合を振り返るのは他の曜日となっていた事があった。